# Volkswagen Touran
De Volkswagen Touran is een midi-MPV van autoproducent Volkswagen en werd in 2003 geïntroduceerd. De auto vulde het gat op tussen de kleinere Volkswagen modellen en de Volkswagen Sharan en is geplaatst op het onderstel van de Golf V. De Touran was Volkswagens antwoord op midi MPV's als de Renault Scénic, Opel Zafira en Ford Focus-C-max. Het model was leverbaar als vijf- en zevenzitter.
De naam 'Touran' is een combinatie van de woorden 'Touring' en 'Sedan'. Hij bleek al geregistreerd zodat Volkswagen de naam 'Touran' van een Duits-Turkse familie moest kopen.
De basisuitvoering had een 1,6-liter viercilinder benzinemotor. Daarnaast werd de Touran met Volkswagen's FSI-motoren geleverd. Later kwamen daar nog 1.4-liter TSI-motoren van 140 en 170 pk bij en een EcoFuel-versie op aardgas. De dieselmotoren hadden pompverstuivers en leverden verschillende vermogens. De basisdieselmotor was een 1.9 liter-TDI van 90 pk en de krachtigste diesel was tot 2004 de 2.0-liter TDI van 136 pk. In 2004 werden de dieselmotoren gewijzigd; de 100 pk TDI maakte toen plaats voor een 105 pk versie en de 136 pk voor een met 140 pk. In 2006 kwam de krachtigste diesel beschikbaar, een 2.0-liter TDI van 170 pk, voorzien van common-rail-injectie.
De Touran werd samen met de Tiguan onder meer gebouwd in Wolfsburg.

## Motoren
Gegevens van de basismodellen:

### Benzine
| Type    | Motor     | Motor     | Motor   | Vermogen | Koppel | Transmissie                         | 0–100 km/h    | Topsnelheid    | Jaartal     |
| Type    | Inhoud    | Cilinders | Kleppen | Vermogen | Koppel | Transmissie                         | 0–100 km/h    | Topsnelheid    | Jaartal     |
| ------- | --------- | --------- | ------- | -------- | ------ | ----------------------------------- | ------------- | -------------- | ----------- |
| 1.6     | 1.595 cm³ | 4-in-lijn | 8V      | 102 pk   | 148 Nm | handgeschakelde 5-bak               | 12,9 s        | 179 km/h       | 2003 - 2006 |
| 1.6 FSI | 1.598 cm³ | 4-in-lijn | 16V     | 115 pk   | 155 Nm | handgeschakelde 6-bak / 6-Tiptronic | 11,9 / 13,2 s | 186 / 182 km/h | 2003 - 2004 |
| 1.4 TSI | 1.390 cm³ | 4-in-lijn | 16V     | 140 pk   | 220 Nm | handgeschakelde 6-bak               | 9,8 s         | 200 km/h       | 2006 - 2006 |
| 2.0 FSI | 1.984 cm³ | 4-in-lijn | 16V     | 150 pk   | 200 Nm | handgeschakelde 6-bak / 6-Tiptronic | 10,4 / 11,2 s | 201 / 200 km/h | 2004 - 2006 |

### Aardgas
| Type        | Motor     | Motor     | Motor   | Vermogen | Koppel | Transmissie           | 0–100 km/h | Topsnelheid | Jaartal     |
| Type        | Inhoud    | Cilinders | Kleppen | Vermogen | Koppel | Transmissie           | 0–100 km/h | Topsnelheid | Jaartal     |
| ----------- | --------- | --------- | ------- | -------- | ------ | --------------------- | ---------- | ----------- | ----------- |
| 2.0 Ecofuel | 1.984 cm³ | 4-in-lijn | 8V      | 109 pk   | 160 Nm | handgeschakelde 5-bak | 13,5 s     | 180 km/h    | 2006 - 2006 |

### Diesel
| Type    | Motor     | Motor     | Motor   | Vermogen | Koppel | Transmissie                   | 0–100 km/h    | Topsnelheid    | Jaartal     |
| Type    | Inhoud    | Cilinders | Kleppen | Vermogen | Koppel | Transmissie                   | 0–100 km/h    | Topsnelheid    | Jaartal     |
| ------- | --------- | --------- | ------- | -------- | ------ | ----------------------------- | ------------- | -------------- | ----------- |
| 1.9 TDI | 1.896 cm³ | 4-in-lijn | 8V      | 90 pk    | 210 Nm | handgeschakelde 6-bak         | 14,9 s        | 171 km/h       | 2005 - 2006 |
| 1.9 TDI | 1.896 cm³ | 4-in-lijn | 8V      | 100 pk   | 250 Nm | handgeschakelde 6-bak         | 13,5 s        | 177 km/h       | 2003 - 2004 |
| 1.9 TDI | 1.896 cm³ | 4-in-lijn | 8V      | 105 pk   | 250 Nm | handgeschakelde 6-bak / 6-DSG | 13,2 / 13,2 s | 179 / 177 km/h | 2003 - 2006 |
| 2.0 TDI | 1.968 cm³ | 4-in-lijn | 16V     | 136 pk   | 320 Nm | handgeschakelde 6-bak         | 10,6 s        | 197 km/h       | 2003 - 2004 |
| 2.0 TDI | 1.968 cm³ | 4-in-lijn | 16V     | 140 pk   | 320 Nm | handgeschakelde 6-bak / 6-DSG | 10,2 / 10,3 s | 200 / 198 km/h | 2004 - 2006 |

## Facelift 2006
Aan het eind van 2006 kreeg de Touran een facelift waardoor hij weer het familiegezicht van Volkswagen had. Tevens werd de nieuwe Touran als eerste Volkswagen met ParkAssist uitgerust, die de bestuurder helpt bij het parkeren.

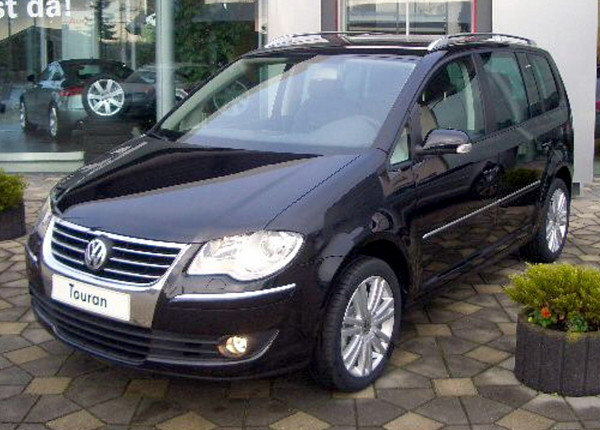
Touran facelift uit 2007
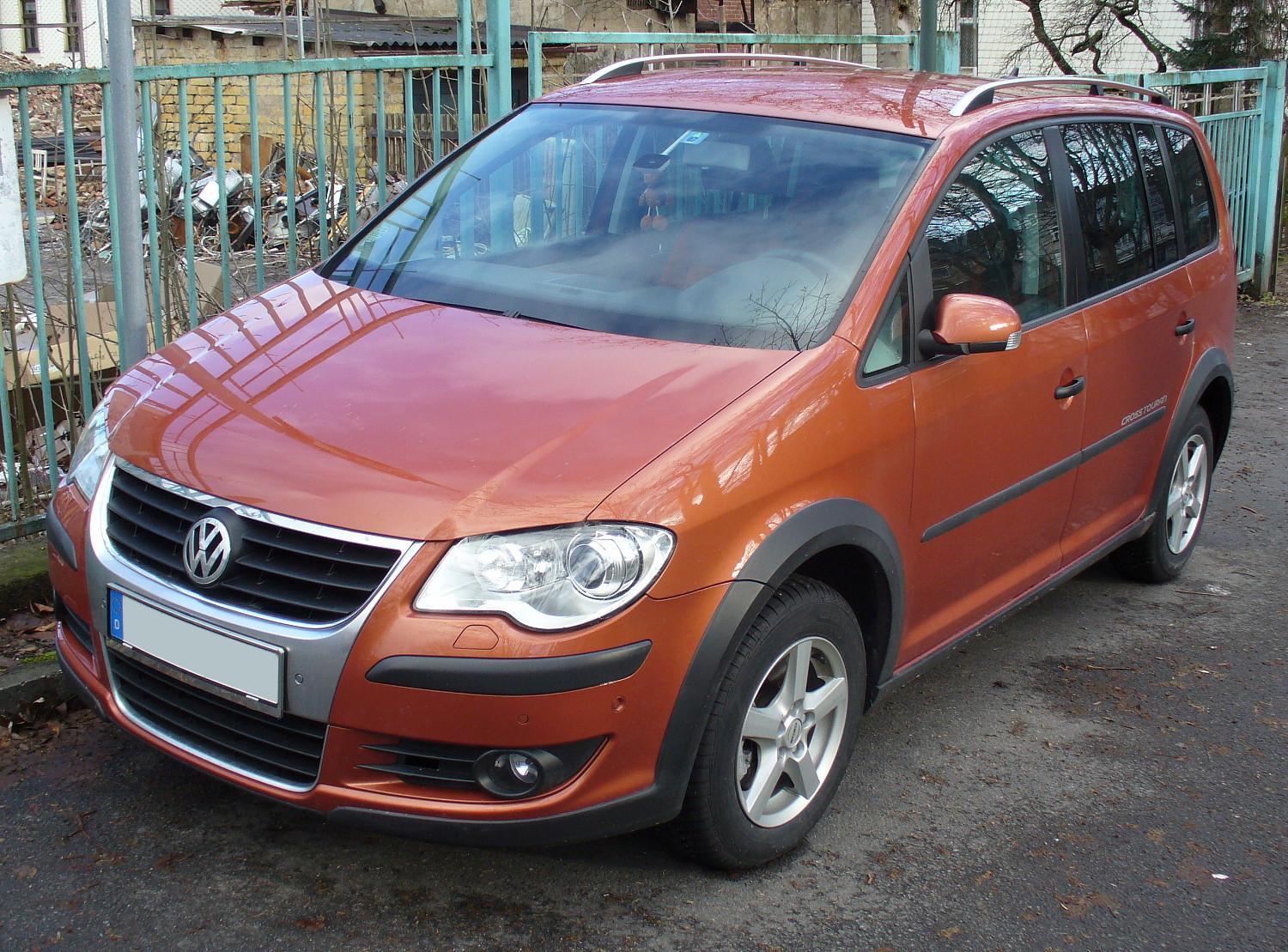
CrossTouran

### Motoren
Gegevens van de basismodellen:

#### Benzine
| Type    | Motor     | Motor     | Motor   | Vermogen | Koppel       | Transmissie                     | 0–100 km/h        | Topsnelheid     | Jaartal     |
| Type    | Inhoud    | Cilinders | Kleppen | Vermogen | Koppel       | Transmissie                     | 0–100 km/h        | Topsnelheid     | Jaartal     |
| ------- | --------- | --------- | ------- | -------- | ------------ | ------------------------------- | ----------------- | --------------- | ----------- |
| 1.6     | 1.595 cm³ | 4-in-lijn | 8V      | 102 pk   | 148 Nm       | handgeschakelde 5-bak           | 12,9 s            | 179 km/h        | 2006 - 2010 |
| 1.4 TSI | 1.390 cm³ | 4-in-lijn | 16V     | 140 pk   | 220 / 210 Nm | handgeschakelde 6-bak / 6/7-DSG | 9,8 / 9,7 / 9,6 s | 200- / 198 km/h | 2006 - 2010 |
| 1.4 TSI | 1.390 cm³ | 4-in-lijn | 16V     | 170 pk   | 240 Nm       | 6/7-DSG                         | 8,5 s             | 212 km/h        | 2007 - 2010 |

#### Aardgas
| Type            | Motor     | Motor     | Motor   | Vermogen | Koppel | Transmissie                   | 0–100 km/h    | Topsnelheid    | Jaartal     |
| Type            | Inhoud    | Cilinders | Kleppen | Vermogen | Koppel | Transmissie                   | 0–100 km/h    | Topsnelheid    | Jaartal     |
| --------------- | --------- | --------- | ------- | -------- | ------ | ----------------------------- | ------------- | -------------- | ----------- |
| 2.0 Ecofuel     | 1.984 cm³ | 4-in-lijn | 8V      | 109 pk   | 160 Nm | handgeschakelde 5-bak         | 13,5 s        | 180 km/h       | 2006 - 2009 |
| 1.4 TSI Ecofuel | 1.390 cm³ | 4-in-lijn | 16V     | 150 pk   | 220 Nm | handgeschakelde 6-bak / 7-DSG | 10,1 / 10,1 s | 203 / 203 km/h | 2009 - 2010 |

#### Diesel
| Type               | Motor     | Motor     | Motor   | Vermogen | Koppel | Transmissie                     | 0–100 km/h    | Topsnelheid    | Jaartal     |
| Type               | Inhoud    | Cilinders | Kleppen | Vermogen | Koppel | Transmissie                     | 0–100 km/h    | Topsnelheid    | Jaartal     |
| ------------------ | --------- | --------- | ------- | -------- | ------ | ------------------------------- | ------------- | -------------- | ----------- |
| 1.9 TDI            | 1.896 cm³ | 4-in-lijn | 8V      | 90 pk    | 210 Nm | handgeschakelde 6-bak           | 14,9 s        | 171 km/h       | 2006 - 2010 |
| 1.9 TDI            | 1.896 cm³ | 4-in-lijn | 8V      | 105 pk   | 250 Nm | handgeschakelde 6-bak / 6/7-DSG | 13,2 / 13,2 s | 179 / 177 km/h | 2006 - 2010 |
| 1.9 TDI Bluemotion | 1.896 cm³ | 4-in-lijn | 8V      | 105 pk   | 250 Nm | handgeschakelde 6-bak           | 13,0 s        | 182 km/h       | 2008 - 2010 |
| 2.0 TDI            | 1.968 cm³ | 4-in-lijn | 16V     | 140 pk   | 320 Nm | handgeschakelde 6-bak / 6-DSG   | 10,2 / 10,2 s | 200 / 198 km/h | 2006 - 2010 |
| 2.0 TDI            | 1.968 cm³ | 4-in-lijn | 16V     | 170 pk   | 350 Nm | handgeschakelde 6-bak / 6-DSG   | 9,0 / 9,1 s   | 214 / 212 km/h | 2006 - 2010 |

## CrossTouran
In 2007 verscheen de CrossTouran, ontworpen door Volkswagen Individual, die het derde Cross-model van Volkswagen was. De auto was gebaseerd op de Highline en had 12 mm extra bodemvrijheid, en onder andere als toevoeging een matchromen grille, 17 inch lichtmetalen velgen, kunststof beschermkappen rondom de carrosserie, zwart omlijnde koplampen en getinte achterlichten. De CrossTouran was leverbaar in alle normale kleuren, plus de speciale kleur Red Rock.

### Motoren
Benzine:
- 1.2 TSI 105 pk
- 1.4 16V TSI - 140 pk
- 1.4 16V TSI - 170 pk (alleen icm DSG versnellingsbak)
- 1.6 - 102 pk oud model
- 1.6 16V FSI - 115 pk oud model
- 2.0 EcoFuel - 109 pk
- 2.0 16V FSI - 150 pk

Diesel:
- 1.9 TDI - 90 pk
- 1.9 TDI - 100 pk
- 2.0 TDI - 136 pk
- 1.9 TDI - 105 pk
- 2.0 TDI - 140 pk
- 2.0 TDI - 170 pk

## Facelift 2010
In 2010 gaf Volkswagen de Touran een opfrisbeurt. Het motorengamma veranderde licht. Nieuw was de 1.2 TSI, de 1.4 liter TSI met 140 of 170 pk bleven leverbaar. Bij de dieselmotoren werd de 1.9 liter TDI vervangen voor een 1.6 TDI met 90 of 105 pk. Zowel de krachtigste 1.6 TDI als de 2.0 liter TDI met 140 pk waren in een later stadium ook als BlueMotion verkrijgbaar. Dankzij diverse aanpassingen verbruikten de diesels, volgens de fabrikant, in deze uitvoering respectievelijk slechts 4,6 l/100 km en 4,8 l/100 km.

### Motoren
Gegevens van de basismodellen:

#### Benzine
| Type        | Motor     | Motor     | Motor   | Vermogen | Koppel | Transmissie                   | 0–100 km/h  | Topsnelheid    | Jaartal     |
| Type        | Inhoud    | Cilinders | Kleppen | Vermogen | Koppel | Transmissie                   | 0–100 km/h  | Topsnelheid    | Jaartal     |
| ----------- | --------- | --------- | ------- | -------- | ------ | ----------------------------- | ----------- | -------------- | ----------- |
| 1.2 TSI     | 1.197 cm³ | 4-in-lijn | 16V     | 105 pk   | 175 Nm | handgeschakelde 6-bak         | 11,9 s      | 185 km/h       | 2010 - 2013 |
| 1.2 TSI BMT | 1.197 cm³ | 4-in-lijn | 16V     | 105 pk   | 175 Nm | handgeschakelde 6-bak         | 11,9 s      | 188 km/h       | 2010 - 2015 |
| 1.4 TSI     | 1.390 cm³ | 4-in-lijn | 16V     | 140 pk   | 220 Nm | handgeschakelde 6-bak / 7-DSG | 9,5 / 9,5 s | 202 / 202 km/h | 2010 - 2015 |
| 1.4 TSI     | 1.390 cm³ | 4-in-lijn | 16V     | 170 pk   | 240 Nm | 7-DSG                         | 8,5 s       | 212 km/h       | 2010 - 2015 |

#### Aardgas
| Type            | Motor     | Motor     | Motor   | Vermogen | Koppel | Transmissie                   | 0–100 km/h    | Topsnelheid    | Jaartal     |
| Type            | Inhoud    | Cilinders | Kleppen | Vermogen | Koppel | Transmissie                   | 0–100 km/h    | Topsnelheid    | Jaartal     |
| --------------- | --------- | --------- | ------- | -------- | ------ | ----------------------------- | ------------- | -------------- | ----------- |
| 1.4 TSI Ecofuel | 1.390 cm³ | 4-in-lijn | 16V     | 150 pk   | 220 Nm | handgeschakelde 6-bak / 7-DSG | 10,2 / 10,2 s | 204 / 204 km/h | 2010 - 2015 |

#### Diesel
| Type        | Motor     | Motor     | Motor   | Vermogen | Koppel | Transmissie                   | 0–100 km/h   | Topsnelheid    | Jaartal     |
| Type        | Inhoud    | Cilinders | Kleppen | Vermogen | Koppel | Transmissie                   | 0–100 km/h   | Topsnelheid    | Jaartal     |
| ----------- | --------- | --------- | ------- | -------- | ------ | ----------------------------- | ------------ | -------------- | ----------- |
| 1.6 TDI     | 1.598 cm³ | 4-in-lijn | 8V      | 90 pk    | 230 Nm | handgeschakelde 6-bak         | 14,7 s       | 174 km/h       | 2010 - 2012 |
| 1.6 TDI     | 1.598 cm³ | 4-in-lijn | 8V      | 105 pk   | 250 Nm | 7-DSG                         | 12,8 s       | 183 km/h       | 2010 - 2011 |
| 1.6 TDI BMT | 1.598 cm³ | 4-in-lijn | 8V      | 105 pk   | 250 Nm | handgeschakelde 6-bak / 7-DSG | 12,8 / 12,8s | 186 / 183 km/h | 2010 - 2015 |
| 2.0 TDI     | 1.968 cm³ | 4-in-lijn | 16V     | 140 pk   | 320 Nm | handgeschakelde 6-bak / 6-DSG | 9,9 / 9,9 s  | 201 / 199 km/h | 2010 - 2011 |
| 2.0 TDI BMT | 1.968 cm³ | 4-in-lijn | 16V     | 140 pk   | 320 Nm | handgeschakelde 6-bak / 6-DSG | 9,9 / 9,9 s  | 203 / 199 km/h | 2011 - 2015 |
| 2.0 TDI     | 1.968 cm³ | 4-in-lijn | 16V     | 170 pk   | 350 Nm | 6-DSG                         | 8,9 s        | 213 km/h       | 2010 - 2013 |
| 2.0 TDI     | 1.968 cm³ | 4-in-lijn | 16V     | 177 pk   | 350 Nm | 6-DSG                         | 8,9 s        | 213 km/h       | 2013 - 2015 |

## Touran II
In 2015 werd de Touran opgevolgd door de Touran II, een geheel nieuw model op het MQB-platform.